# قمة كامب ديفيد 2015
قمة عقدت في كامب ديفيد في 13-14 مايو 2015 بدعوة من الرئيس الأمريكي باراك أوباما لزعماء دول الخليج العربي

## الحضور
حضر القمة من زعماء دول الخليج العربي، ولي العهد السعودي الأمير محمد بن نايف بن عبدالعزيز آل سعود، وولي ولي العهد السعودي وزير الدفاع الأمير محمد بن سلمان بن عبدالعزيز آل سعود ونائب رئيس الوزراء لشؤون مجلس الوزراء العماني فهد بن محمود آل سعيد وولي عهد أبوظبي الشيخ محمد بن زايد آل نهيان وأمير دولة الكويت الشيخ صباح الأحمد الجابر الصباح، وأمير دولة قطر الشيخ تميم بن حمد آل ثاني، وولي عهد مملكة البحرين الشيخ سلمان بن حمد آل خليفة،.

## جلسات القمة
وكانت الجلسة الأولى قد خصصت للبحث في تهديدات إيران ونفوذها بالمنطقة وملفها النووي، أما الثانية فخصصت لمكافحة الإرهاب، في حين تناولت الجلسة الثالثة ملفات الشرق الأوسط الساخنة الأخرى

## البيان الختامي
أكد البيان الختامي على أهمية التعاون المشترك بين دول الخليج العربية والولايات المتحدة الأمريكية، كما تطرق إلى مواضيع متعلقة بالإرهاب والصراع العربي الإسرائيلي وأعرب القادة عن قلقهم بشأن التأخير في انتخاب رئيس جديد للبنان وناشدوا كافة الأطراف للعمل على تقوية مؤسسات الدولة اللبنانية مؤكدين على أهمية تحرك البرلمان اللبناني لانتخاب رئيس للجمهورية اللبنانية وفق الدستور